# Останці Подільських Товтрів
Оста́нці Поді́льських То́втрів — геологічна пам'ятка природи місцевого значення в Україні. Розташована на території Тернопільського району Тернопільської області, біля села Новосілка. 
Площа 1 га. Статус надано в 1983 році згідно з рішенням виконавчого комітету Тернопільської обласної ради від 26.12.1983 року, № 496. 
Фрагмент Товтрової гряди.